# 巴托里·伊莉莎白
巴托里·伊莉莎白（Báthory Erzsébet，1560年8月7日—1614年8月21日）是一位匈牙利貴婦和連環殺人嫌犯，來自於著名的巴托里家族，其家族曾於第一次摩哈赤戰役中抗擊侵略匈牙利王國的鄂圖曼帝國，恰赫季斯城堡（Csejte）是巴托里伯爵夫人度過大部分成年生活的城堡，城堡位於當時由奧地利大公國支配下的哈布斯堡匈牙利王國（現斯洛伐克）的卡克特采（Čachtice）附近。巴托里和她的四名僕人被指控在1590年至1610年間折磨並殺害了數百名少女和婦女。她和她的僕人受到審判並被定罪。只有僕人們被處決，而巴托里則被囚禁在恰赫季斯城堡內直到於1614年在睡夢中去世。
她被吉尼斯世界纪录列為歷史上殺人數量最多的女性連環殺手，並且被後世冠名為“血腥伯爵夫人”、“女德古拉伯爵”、“恰赫季斯血腥夫人”等稱號。現代有研究稱，這些指控是為了摧毀她家族在該地區的影響力而採取的手段，她的家族在該地區的影響力被認為對包括奧地利哈布斯堡王朝在內的鄰國的政治利益構成了威脅。

## 生平

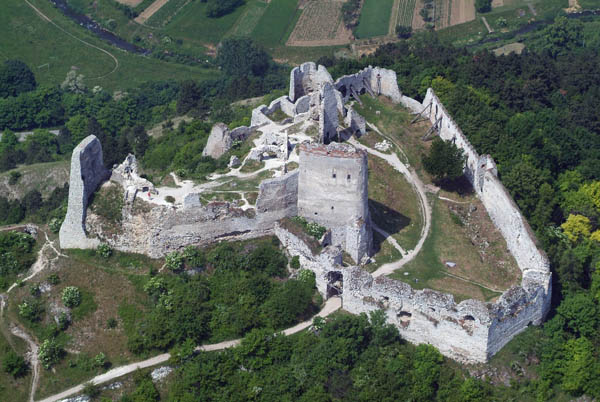
恰赫季斯堡遺跡

巴托里伯爵夫人出生於奧地利哈布斯堡君主國的皇室領地皇家匈牙利的野席德（Ecsed）一個家族官邸，在那裡度過了童年。巴托里家族是一個非常龐大且強大的家族，在匈牙利的歷史中時常能看到巴托里家族成員在權貴占有一席之地，她的家族拥有众多财产，经考证，历史学家们认为他们的财富比当时的匈牙利国王还要多。她的父親巴托里·喬治（Báthori György）來自於巴托里家族的野席德支系，叔叔巴托里·安德斯（Báthori András）曾是特蘭西瓦尼亞的沃伊沃德，而她的母親巴托里·安娜（Báthory Anna，1539—1570年）則是特蘭西瓦尼亞親王、波蘭國王兼立陶宛大公（波蘭立陶宛聯邦）巴托里·斯特凡的姪女，屬於邵姆約（Somlyó）支系。此外，她的祖母索菲亞是馬佐夫舍公爵康拉德三世的女兒，因此巴托里伯爵夫人也有皮雅斯特王朝血統。
巴托里伯爵夫人是个非常聪明、漂亮的女人，成長於加爾文主義新教徒家庭，从小就精通匈牙利文、拉丁文、德文和希臘文，更对科学还有天文学有兴趣。她是当时匈牙利第一美女，擁有驚世的美貌，同时也是匈牙利最富有的女人。巴托里·伊莉莎白以美貌著称，据传她有着满头棕红色头发和令人目眩神迷的琥珀色眼睛和她那張像牛奶一樣白的臉龐形成了鮮明的對比，对于自己的美貌，她比任何东西都喜爱。拿着镜子横躺在床上注视自己的脸，无论多久都不会疲倦。
她在十五歲時與納道什迪·费伦茨（Nádasdy Ferenc）訂婚，後來搬到位於匈牙利沙爾堡的纳道什迪堡。1575年的5月8日結婚時（巴托里伯爵夫人十五歲，纳道什迪十九歲），他們邀請了約四千五百人來參加。纳道什迪將他的房子，也就是恰赫季斯堡、位於恰赫季斯的別墅、以及週遭的十七個鄉鎮，都送給巴托里伯爵夫人做為結婚禮物。但是據說巴托里伯爵夫人與纳道什迪的婚姻是貴族裡的政治聯姻，而巴托里伯爵夫人之所以能保留她的原姓是因為她的家族遠比她丈夫的家族強大。
後來她丈夫因為身為將軍的關係時常不在家，所以巴托里伯爵夫人必須代為處理商事及週遭鄉鎮的公事。她丈夫在1604年戰傷不治，享年五十一歲。兩人結婚二十九年，生下四子四女，其中三子一女在很小的時候夭折，只有3个女儿和1个儿子存活至成年。

### 血腥伯爵夫人
巴托里伯爵夫人很可能在丈夫外出的时候虐待少女。在她的地下室裡，她與四个仆人和她一起用小刀、针或其他不同方法折磨本地少女。
虐待的方式包括：長期毆打致死、火燒手、臉、下體、切斷手、將身體的肉咬下、冷死、餓死、以及性虐待。而且發生的地點不只在她的城堡內，也會在她還有他先生名下的房子內。也據說有人會提供少女給她。
巴托里伯爵夫人一開始的目標都是附近的農女，由於城堡內的佣人待遇很好，所以不少的少女就被吸引到城堡內工作。後來她的目標轉移到來城堡裡學禮儀的下級貴族少女，大部分都是被父母送到城堡內來學上流社會禮儀，貴族少女的失蹤開始讓王室以及其他貴族介入。
在她丈夫死前，也就是大約1602年至1604年間，在巴托里暴行的謠言傳遍整個匈牙利王國之後，信義宗教會牧師伊什特萬·馬加里（István Magyari）在公開場合和維也納宮廷中向哈布斯堡王室對她進行了控訴。終於在1610年3月，當時的奧地利大公兼匈牙利國王馬提亞斯二世就派出了匈牙利宰相喬治·瑟佐伯爵去調查相關事件和搜集證據。1610年12月31日，宰相瑟佐伯爵帶領皇家軍隊藉由一名逃出監禁的少女的證詞進入城堡將她逮捕，巴托里伯爵夫人和她的四個共犯就被控告虐待及殺害上百個處女以及年輕女性。瑟佐聲稱當他進入城堡時，發現了許多死去或瀕死的少女。根據三百多人的證詞，有人說被殺害的人數約有36或37，有些則說是50以上，但是不少的家族員工卻說搬出城堡的屍體大約在100至200具之間，其中一人更說有650人以上，可是到最後只有80人有被證實是被巴托里伯爵夫人殺害的。
真正被殺害的人數有多少無法得悉，據說伊莉莎白在她的孩子出生之後仍繼續虐待農民的女兒，據考證她三年之內至少虐死589人，有人說巴托里伯爵夫人的這種做法可能出於一種受虐後的報復心理，另一種說法是随着年龄的增长，年轻时代的美貌渐渐离她远去，1599年时39岁的伊丽莎白开始讨厌镜中的自己，原本她對自己的美貌信心滿滿，然而在生下八個孩子後，皮膚出現了斑點和皺紋，她為此煩惱不已，一直苦於找不到改善的方法，她那美麗的容顏在一點點的消失，她企圖以化妝品和昂貴的服飾來掩蓋自己失去青春後的容貌，但這樣依舊遮擋不住那日益增加的皺紋，之後她從中尋找永遠保持青春美麗的方法。依據其中一種已不可考證的傳說，她讓人給少女放血，然後用這些鮮血沐浴，或者喝掉。
雖然有80人被證實死在巴托里伯爵夫人手下，因为她显赫的身世免予一死。1611年1月2日，伊莉莎白的四个仆人被处以极刑，1月25日伊莉莎白被终身监禁在城堡的一个塔楼内直到死亡，每天由专人负责送饭。3年之後，1614年8月20日晚，巴托里向看守的衛兵抱怨她的手很冷，衛兵回答說：「沒事的，夫人。去躺下就好。」她睡著了，第二天8月21日早上被發現死亡。伊丽莎白和伯爵生的的3个女儿中，只有一个女儿曾去恰赫季斯城堡的高塔上探视过她，给她送过一顿丰盛的晚餐。也因为这个原因，伊丽莎白把所有遗产都留给了那个女儿。她的遺體原本是要安葬在恰赫季斯的墓園裡，但由於居民的強烈反對，所以後來轉移到位於匈牙利野席德（今瑙吉埃切德）的家族墓地安置。
巴托里伯爵夫人的画像现藏于布达佩斯Andras Dabasi国立博物馆中的历史画廊。

## 大眾文化
- 《卡蜜拉》，愛爾蘭作家約瑟夫·勒芬紐創作的早期吸血鬼名作。故事中的女吸血鬼「卡蜜拉」以巴托里·伊莉莎白作為原型之一。
- 《女伯爵》，2009年茱莉·蝶儿自导自演的历史剧情片，讲述巴托里·伊莉莎白的一生。
- 遊戲Fate/Extra CCC中的Lancer和Berserker，出現於櫻花迷宮內成為主人公敵人的Servant，寶具為「龍鳴雷聲」和「鮮血魔孃」。
- 遊戲Fate/Grand Order中分別以Lancer、Rider、Assassin、Caster、Saber以及Alter Ego的職階登場。其中Assassin版本為卡蜜拉，是完全成長後的鮮血伯爵夫人，毫無疑問的惡人，同時也繼承了後世傳說中的女吸血鬼原型；寶具是「幻想鐵處女」。Lancer版本則是少女時期（14歲）的伊莉莎白·巴托里，拒絕惡貫滿盈的未來，選擇活在夢想中的任性（惡）女孩；寶具是「鮮血魔孃」。其餘版本都是Lancer版本的派生體，寶具分別為「鮮血特上魔孃」、「鮮血龍卷魔孃」和「鋼鐵天空魔孃」。而Rider版本則為Assassin版本的派生體，寶具為「在闇夜中奔馳的鐵處女」。配音：大久保瑠美﹙伊莉莎白·巴托里﹚、田中敦子﹙卡蜜拉﹚。
- 遊戲《命運之子》裡的其中一個惡魔巴托里，也是來自於此。
- 遊戲《惡靈古堡 村莊》裡的蒂米特雷斯庫夫人的造型就是以此作為靈感來設計。
- 日本樂團X JAPAN以巴托里·伊莉莎白的血腥暴行故事為靈感，創作了歌曲〈Rose of Pain〉，收錄於專輯《BLUE BLOOD》。
- 漫畫魔女大戰 32名異能魔女交戰廝殺（河本焰、塩塚誠（日语：塩塚誠））作為魔女登場。
- 輕小說《淺草鬼妻日記》及延伸漫畫被設定為吸血鬼組織「赤血兄弟」第二權威，該組織第一權威德古拉的女伴。
- 奇幻小說《看不見的圖書館》以本人身份加上妖精設定的邪惡傳說人物登場。

## 參看
- 吸血鬼
- 鐵處女

## 外部連結
- Blood Destiny血宴 吸血鬼資料網